# Lilás gereben
A lilás gereben (Bankera violascens) a Bankeraceae családba tartozó, Európában és Észak-Amerikában honos, lucfenyő alatt élő, nem ehető gombafaj.

## Megjelenése
A lilás gereben termőtestének kalaprésze 5-12 cm széles, alakja szabálytalan, domború, lehet féloldalas is. Felszíne szálas-nemezes vagy pikkelyes. Színe kezdetben fehéresszürke, majd húsvöröses, szürkésbarnás lesz, ibolyás árnyalattal. Fehér foltok maradhatnak rajta. 
Húsa puha, színe piszkosfehér vagy lilás hússzínű. Íze kellemes, szaga kiszáradva leveskockára emlékeztet. 
Lefutó termőrétege tüskés, a tüskék max. 6 mm hosszúak. Színe fiatalon fehér, később szürkés.
Tönkrésze 4-10 cm magas és max 2 cm vastag. Alakja szabálytalan, állhat excentrikusan. Színe kezdetben fehéres, majd rozsda- vagy bíborbarna. Esetenként elágazhat, mindegyik ágon kis kalapkával.
Spórapora fehér. Spórája gömbölyű, tüskés, mérete 4,5-5,5 x 4-4,5 µm.

### Hasonló fajok
A szintén fenyvesekben élő színváltó gerebennel téveszthető össze. 

## Elterjedése és termőhelye
Európában és Észak-Amerikában honos. Magyarországon ritka. 
Fenyvesekben él, lucfenyő alatt. Augusztustól októberig terem. 

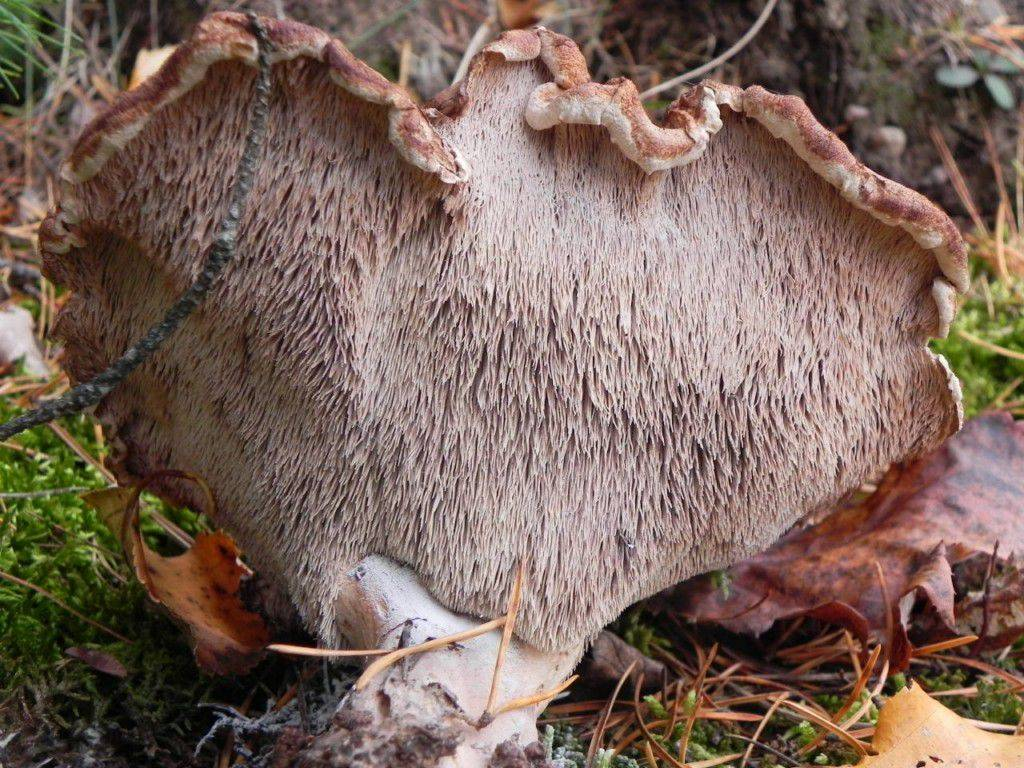
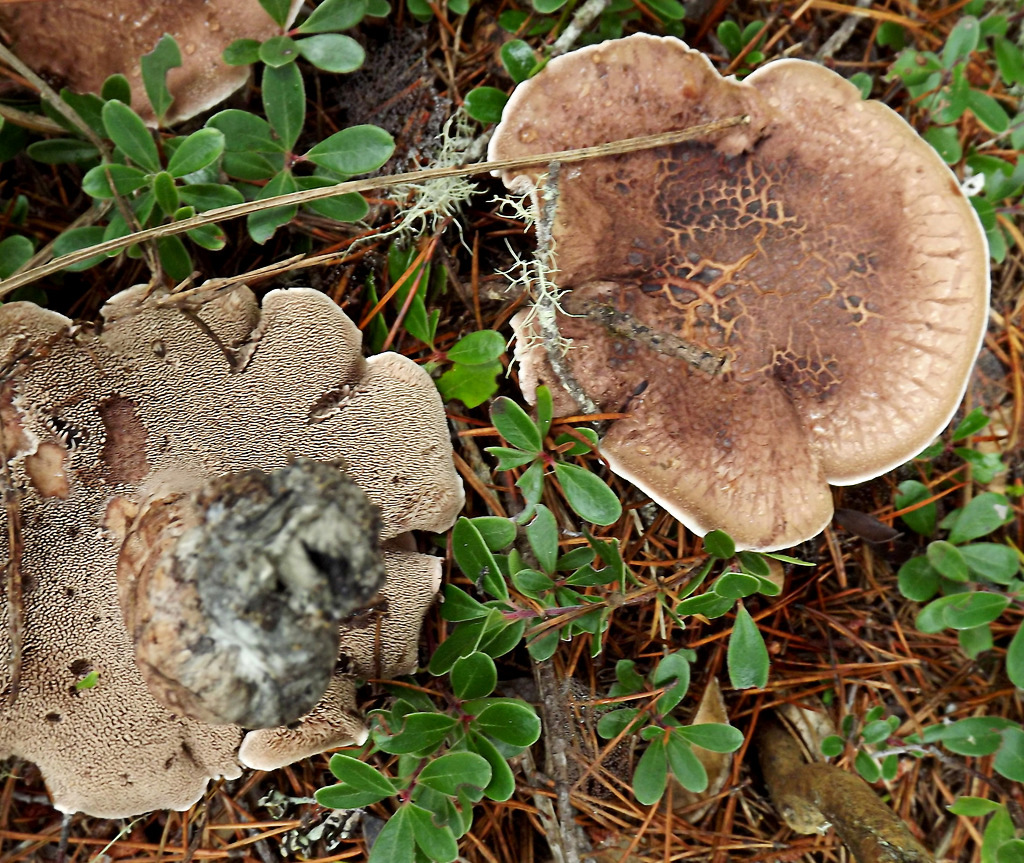
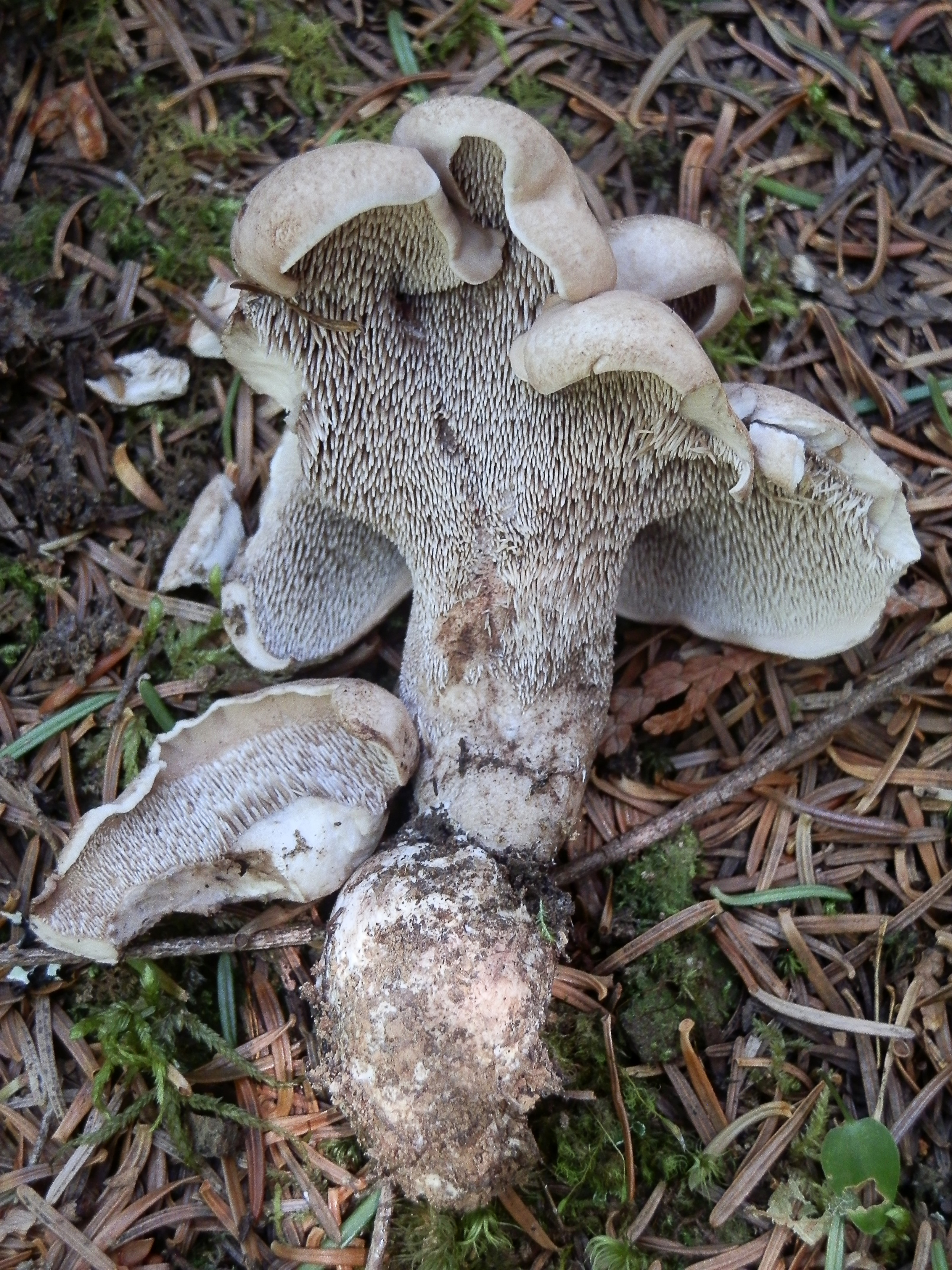
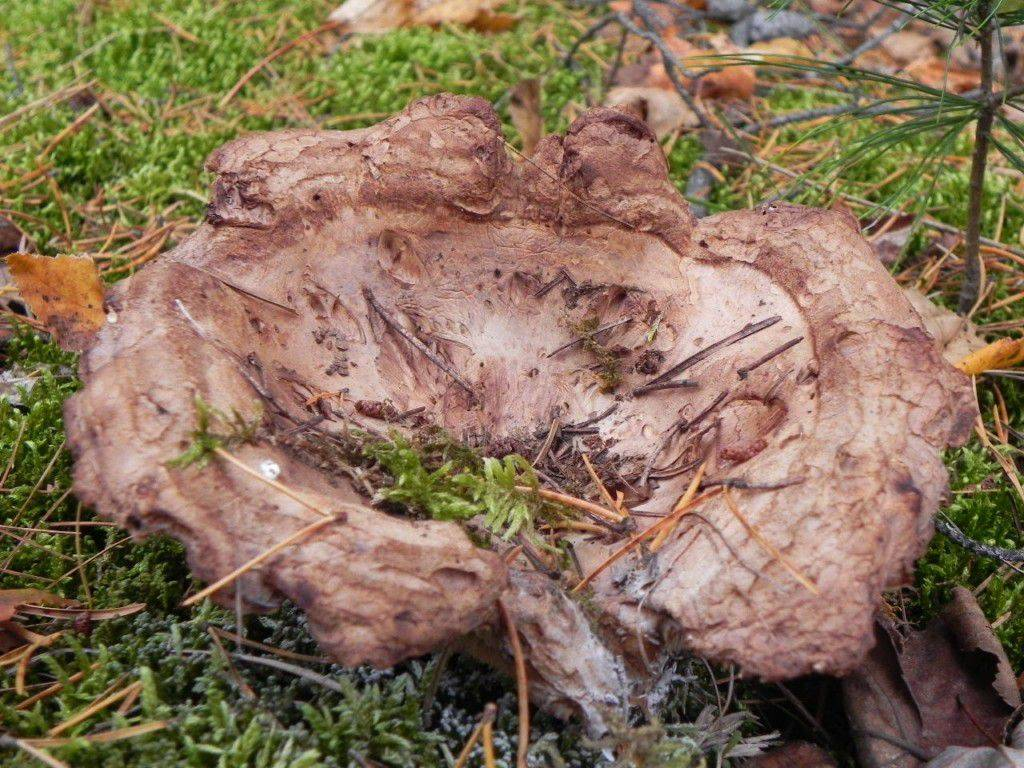

Nem ehető. 